# 3761 Romanskaya
3761 Romanskaya eller 1936 OH är en asteroid i huvudbältet, som upptäcktes 25 juli 1936 av den ryske astronomen Grigorij Neujmin vid Simeiz-observatoriet på Krim. Den har fått sitt namn efter astronomen Sofia Romanskaja.
Asteroiden har en diameter på ungefär 32 kilometer.